# Carl Baresel
Carl Baresel (* 1. September 1899 in Pforzheim; †  9. September 1961 in Stuttgart) war ein deutscher Bauunternehmer.

## Werdegang
Baresel kam als Sohn des Bauunternehmers Wilhelm Baresel und dessen Ehefrau Ruth, geb. Köbner, zur Welt. Nach praktischer Ausbildung und Verwaltertätigkeit auf landwirtschaftlichen Gütern in Ostpreußen, Pommern und Mecklenburg studierte er an der Landwirtschaftlichen Hochschule Hohenheim und hielt sich dann drei Jahre als Pflanzer in West- und Ostafrika auf. Nach seiner Rückkehr setzte er seine Studien an der Handelshochschule in Frankfurt am Main fort.
1927 trat er in die von seinem Großvater gegründete Bauunternehmung C. Baresel AG in Stuttgart ein und wurde 1939 zum Vorstandsmitglied ernannt.
Nach 1945 war er in Gremien und Verbänden der Bauindustrie ehrenamtlich tätig. Er war Mitglied des Präsidiums des Hauptverbands der Deutschen Bauindustrie und Vorsitzender der Tiefbauberufsgenossenschaft. Außerdem war er Vorsitzender des Kuratoriums der Dokumentationsstelle für Bautechnik der Fraunhofer-Gesellschaft.

## Ehrungen
- Großes Verdienstkreuz der Bundesrepublik Deutschland (1956)
- Ehrensenator der Technischen Hochschule Stuttgart
- Ehrenpräsident des Fachverbands Bau